# Willi Sänger
Willi Sänger (né le  21 mai 1894 à Berlin et mort le 27 novembre 1944 à Brandebourg-sur-la-Havel), était un communiste allemand, qui participa à la résistance allemande contre l'Allemagne nazie. 